# Кулешовское сельское поселение
 Кулешовское сельское поселение — муниципальное образование в Азовском районе Ростовской области. Административный центр поселения — село Кулешовка.

## Административное устройство
В состав Кулешовского сельского поселения входят:
- село Кулешовка
- поселок Тимирязевский

## Население
| 2010    | 2012    | 2013    | 2014    | 2015    | 2016    | 2017    |
| ------- | ------- | ------- | ------- | ------- | ------- | ------- |
| 14 257  | ↗14 333 | ↗14 402 | ↗14 704 | ↗14 881 | ↗14 978 | ↘14 961 |
| 2018    | 2019    | 2020    | 2021    |         |         |         |
| ↘14 916 | ↘14 877 | ↗15 124 | ↗15 187 |         |         |         |